# Falterturm

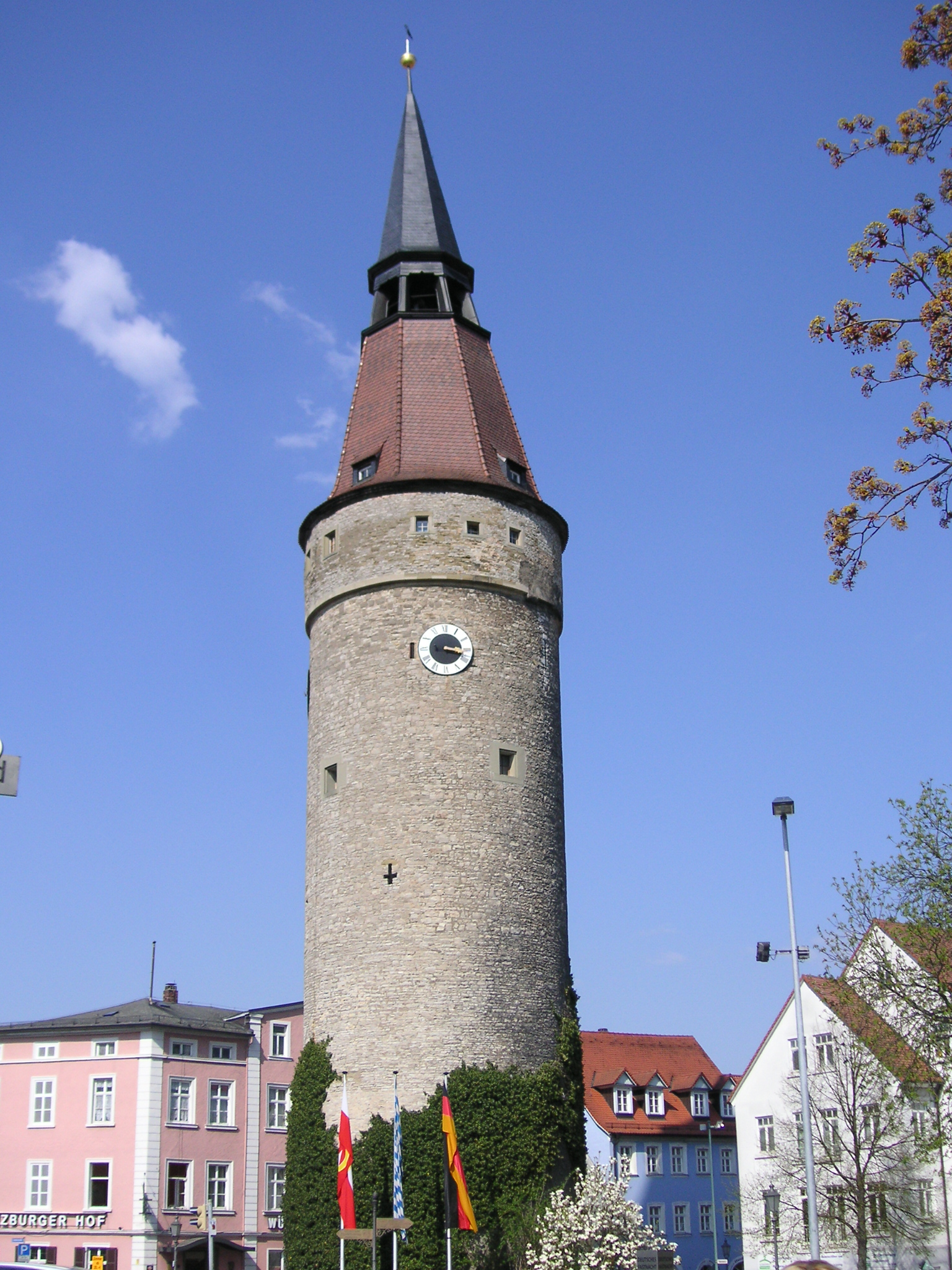
Der Kitzinger Falterturm

Der Falterturm ist ein Wahrzeichen der unterfränkischen Stadt Kitzingen. Er ist einer der wenigen erhaltenen Reste der Kitzinger Stadtbefestigung aus dem Spätmittelalter. 
Der runde Turm wurde zwischen 1469 und 1496 als Befestigungs- und Wachturm der äußeren Stadtmauer errichtet und ist der am besten erhaltene Teil dieser ehemaligen Wehranlage. Der Name „Falter“ leitet sich von „Falltor“ ab. Ursprünglich besaß der Turm ein niedrigeres Pendant weiter westlich und zwischen beiden Türmen befand sich eines der fünf Stadttore Kitzingens, das mit einem Falltor verschlossen werden konnte. Eine Brücke, die über den heute zugeschütteten Stadtgraben führte, bildete den Zugang. Ende des 19. Jahrhunderts, als ein Großteil der Stadtbefestigung geschleift wurde, brach man den zweiten Turm sowie den Torbau ab, um den Stadteingang zu vergrößern, wodurch der Falterturm heute isoliert steht. Auf historischen Stadtansichten Kitzingens ist diese verloren gegangene Befestigungsanlage noch gut zu erkennen. 
Der Turm hat eine Höhe von 52 Metern und besitzt sieben Stockwerke. Besonders auffällig ist der schiefe Helm des als Baudenkmal geschützten Turmes, der deshalb auch als „schiefer Turm von Kitzingen“ bezeichnet wird. Grund für die Neigung des Turmhelms ist ein Absacken des Dachgebälks, wenngleich lokale Legenden dafür die angebliche Vermischung des Mörtels mit Wein verantwortlich machen.
Von 1963 bis 2011 beherbergte der Turm die Schausammlung des Deutschen Fastnachtmuseums. Im Januar 2011 wurde das Museum geschlossen, da der Falterturm in einem Gutachten als stark brandgefährdet eingestuft wurde. Bis Ende des Jahres sollte der Turm für etwa 250.000 Euro brandschutztechnisch aufgerüstet werden. Verschiedene Pläne für den Umbau wurden in der Folge verworfen, da sie den Aufbau und Charakter des Turmes zu stark verändert hätten. Seit Herbst 2013 ist das Fastnachtmuseum endgültig in zwei sanierten und restaurierten historischen Gebäuden in der Rosenstraße und der Luitpoldstraße untergebracht – die Fassadenmalerei sowohl innen als auch außen ist von dem Kitzinger Künstler Klaus Christof.